# 吉岡町 (宮城県)
吉岡町（よしおかまち）は、昭和30年（1955年）まで宮城県黒川郡の中央部にあった町。現在の大和町吉岡および吉岡南・吉岡東にあたる。

## 沿革
- 明治22年（1889年）4月1日 - 町村制施行にともない、今村が単独で町制施行し吉岡町が発足。
- 昭和30年（1955年）4月20日 - 落合村・鶴巣村・宮床村・吉田村と合併し、大和町となる。

## 行政

### 歴代町長
| 代 | 氏名       | 就任                      | 退任                       | 備考 |
| -- | ---------- | ------------------------- | -------------------------- | ---- |
| 1  | 吉田潤吉   | 明治22年（1889年）4月     | 明治28年（1895年）12月     |      |
| 2  | 畑谷嘉兵衛 | 明治28年（1895年）12月    | 明治32年（1899年）12月26日 |      |
| 3  | 奥野七次郎 | 明治33年（1900年）1月25日 | 明治35年（1902年）3月29日  |      |
| 4  | 阿部忠蔵   | 明治35年（1902年）5月16日 | 明治39年（1906年）5月15日  |      |
| 5  | 奥野七次郎 | 明治39年（1906年）5月16日 | 明治45年（1912年）5月4日   | 再任 |
| 6  | 木幡栄之助 | 明治45年（1912年）5月5日  | 大正5年（1916年）12月19日  |      |
| 7  | 奥野七次郎 | 大正5年（1916年）12月30日 | 大正7年（1918年）3月8日    | 三任 |
| 8  | 木幡栄之助 | 大正7年（1918年）5月1日   | 大正9年（1920年）1月17日   | 再任 |
| 9  | 吉田勝治   | 大正10年（1921年）6月17日 | 大正10年（1921年）10月28日 |      |
| 10 | 吉田潤平   | 大正11年（1922年）5月10日 | 昭和19年（1944年）4月7日   |      |
| 11 | 浅野多三郎 | 昭和19年（1944年）4月12日 | 昭和21年（1946年）11月22日 |      |
| 12 | 早坂庄之助 | 昭和22年（1947年）4月5日  | 昭和30年（1955年）4月19日  |      |